# Fossae di 4 Vesta
Segue una lista delle fossae presenti sulla superficie di 4 Vesta. La nomenclatura di 4 Vesta è regolata dall'Unione Astronomica Internazionale; la lista contiene solo formazioni esogeologiche ufficialmente riconosciute da tale istituzione.
Le fossae di Vesta portano i nomi di festività romane o luoghi associati alle vestali.
Sono tutte state identificate durante la missione della sonda Dawn, l'unica ad avere finora raggiunto Vesta.

## Prospetto
| Fossa             | Eponimo                                    | Latitudine | Longitudine | Diametro |
| ----------------- | ------------------------------------------ | ---------- | ----------- | -------- |
| Divalia Fossae    | Divalia - Festività dedicata ad Angerona.  | 10,5° S    | 38° E       | 440 km   |
| Lupercalia Fossa  | Lupercalia - Festività dedicata a Luperco. | 10,33° N   | 242,6° E    | 82,28 km |
| Saturnalia Fossae | Saturnali - Festività dedicata a Saturno.  | 31,5° N    | 256,8° E    | 341 km   |